# 张振丰
张振丰（1968年11月—），男，籍貫浙江省杭州市，漢族，中國共產黨黨員，中共中央黨校研究生學歷，中華人民共和國政治人物。现任浙江省副省长、省政府党组成员，中共温州市委书记。

## 生平
张氏早年在浙江水产学院（今浙江海洋大学）养殖系就读淡水渔业专业，毕业后回到杭州，历任萧山市农业局渔政管理站办事员、副站长、农业局党委委员、副局长，期间亦于1995年10月加入中国共产党，并一度出任杭州市农经委资源开发处处长助理、在浙江大学人文学院政治学管理专业研究生课程进修班学习两年。2000年主政萧山市衙前镇，任该镇党委副书记、镇长，2001年升任正处级。此后历任萧山区靖江镇党委书记、萧山区人民政府副区长、中共萧山区委常委、萧山经济技术开发区党工委副书记、管委会副主任、兼任杭州经济技术开发区（浙江杭州出口加工区）党工委委员、管委会副主任等职，2009年成为副厅级。
2011年11月，任中共临安市委副书记、代市长并兼任杭州青山湖科技城党工委书记、管委会主任，2013年12月，任中共临安市委书记。
2016年11月，任中共杭州市委副秘书长，翌年2月当选为第十二届杭州市纪委常务副书记。2018年9月，任中共杭州市委常委、余杭区委书记。2021年6月，中共中央组织部决定授予张振丰“全国优秀县委书记”荣誉称号。
2021年11月，任中共温州市委副书记、政法委书记，并保留正厅级待遇，次月任温州市人民政府代理市长。2022年4月，当选为温州市人民政府市长。2023年11月，任中共温州市委书记，同年12月，不再兼任温州市长职务。2024年5月31日，他升任浙江省人民政府副省长。